# 普者黑站
普者黑站，位于中华人民共和国云南省文山壮族苗族自治州丘北县锦屏镇，是南昆客运专线上的铁路车站，于2016年12月28日启用，由昆明铁路局管辖。

## 車站周邊

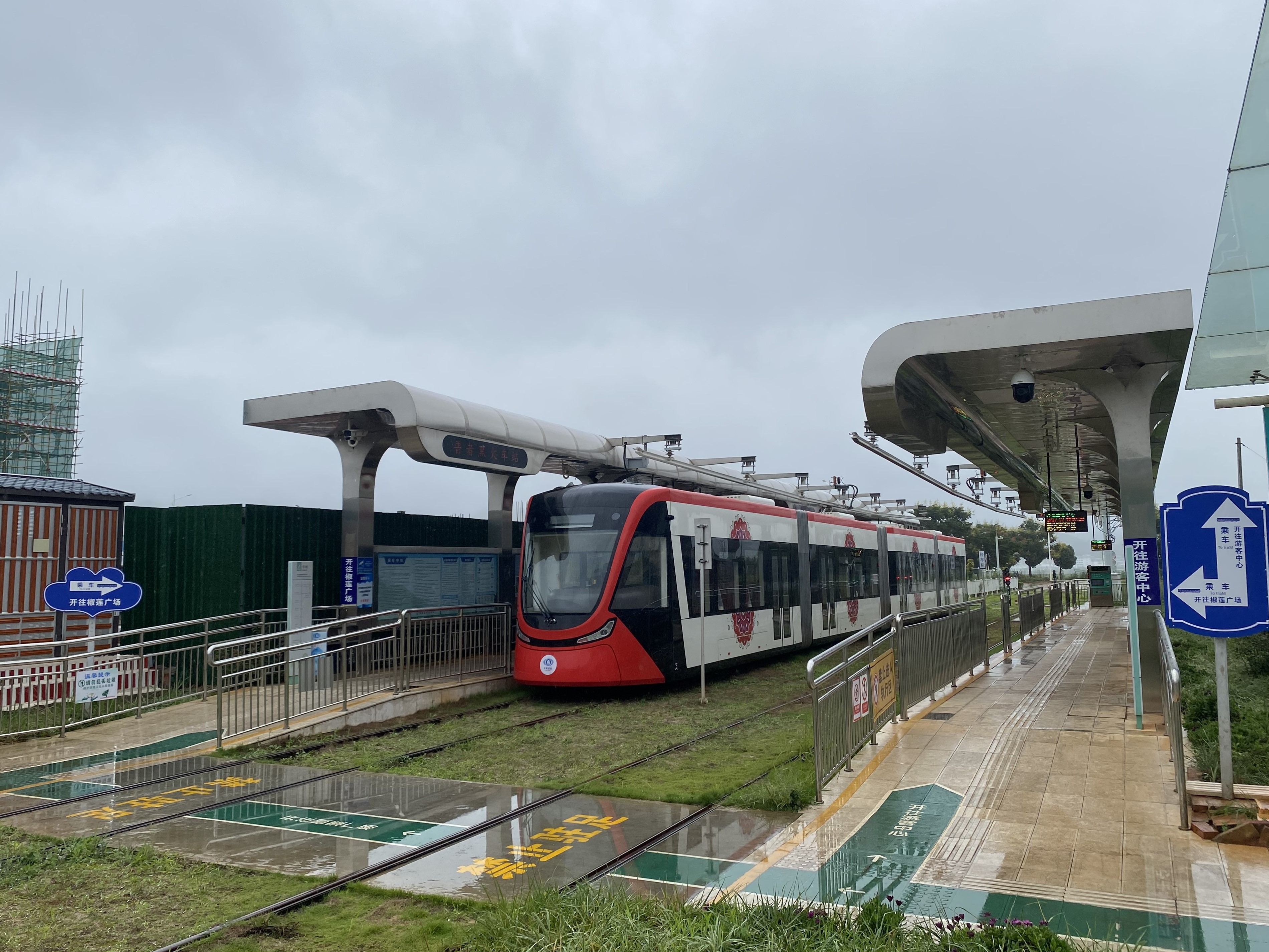
文山有轨电车4号线 - 普者黑高铁站 - 2023-07-19

- 文山有轨电车4号线车站，连接丘北县城、普者黑景区游客中心等地[6]。
- 普者黑铁路汽车客运站
- 锦屏镇陈建新希望小学

## 歷史
- 2016年12月28日正式启用。

## 外部連結
- 中国铁路客户服务中心 （页面存档备份，存于）